# 高时臻
高时臻（1877年—1941年），字福斋，山西襄陵县（今属襄汾县）人。民国时期工程师，教育家。

## 生平
1901年，参加襄陵书院考试，获得第一名。
1902年，转入山西大学堂西斋学习。
1905年，自山西大学堂毕业。
1907年，由清廷公派赴英国留学。就读于堪邦矿务学堂。专攻数学与矿山测量。
1910年，毕业回国。随后加入中国同盟会。
1911年太原起义后，任同蒲铁路工程师。
1912年，任山西大学校校长。
1918年，因被选为北京政府众议院议员，辞去山西大学校校长。
1921年，因与北京政府政见不合，辞职返回山西。任督办公署参事。
1928年，任天津整理海河委员会委员。
1931年，任山西省政府参议。
1934年，返回山西大学，出任教授。
1937年，日军侵犯山西，太原各校停课。高时臻率家人在临汾县南垣村避难。多次拒绝阎锡山的聘任。
1938年初，日军攻陷襄陵。日伪多次邀请高时臻出任官职，高时臻坚辞不受。随后日军将高时臻胁迫至太原，但高时臻仍然不与日伪合作。
1940年，汪精卫伪政府成立。高时臻再次拒绝与日伪合作。日伪恼怒之下，多次派人闯入高宅滋事。1941年初，高时臻服毒自尽。